# 9309 Platanus
9309 Platanus è un asteroide della fascia principale. Scoperto nel 1987, presenta un'orbita caratterizzata da un semiasse maggiore pari a 3,1732120 UA e da un'eccentricità di 0,07, inclinata di 9,60° rispetto all'eclittica.

## Caratteristiche fisiche
9039 Platanus (1990 WB) ha una magnitudine assoluta (H) di 12,3 e un'albedo stimata a 0,209, il che permette di calcolare un diametro di 11,046 km. Questi risultati sono stati ottenuti grazie alle osservazioni del Wide-Field Infrared Survey Explorer (WISE), un telescopio spaziale americano messo in orbita nel 2009 e che osserva tutto il cielo nell'infrarosso, e pubblicati nel 2011 in un articolo che presenta i primi risultati riguardanti gli asteroidi della fascia principale

## Caratteristiche orbitali
L'orbita di questo asteroide è caratterizzata da un semiasse maggiore di 3,1 UA, un perielio di 2,80 UA, un'eccentricità di 0,07 e un'inclinazione di 9,60° rispetto all'eclittica. A causa di queste caratteristiche, vale a dire un semiasse grande compreso tra 2 e 3,2 UA e un perielio superiore a 1,666 UA, è classificato, secondo il JPL Small-Body Database, come oggetto della cintura principale